# Vestervig Kirke

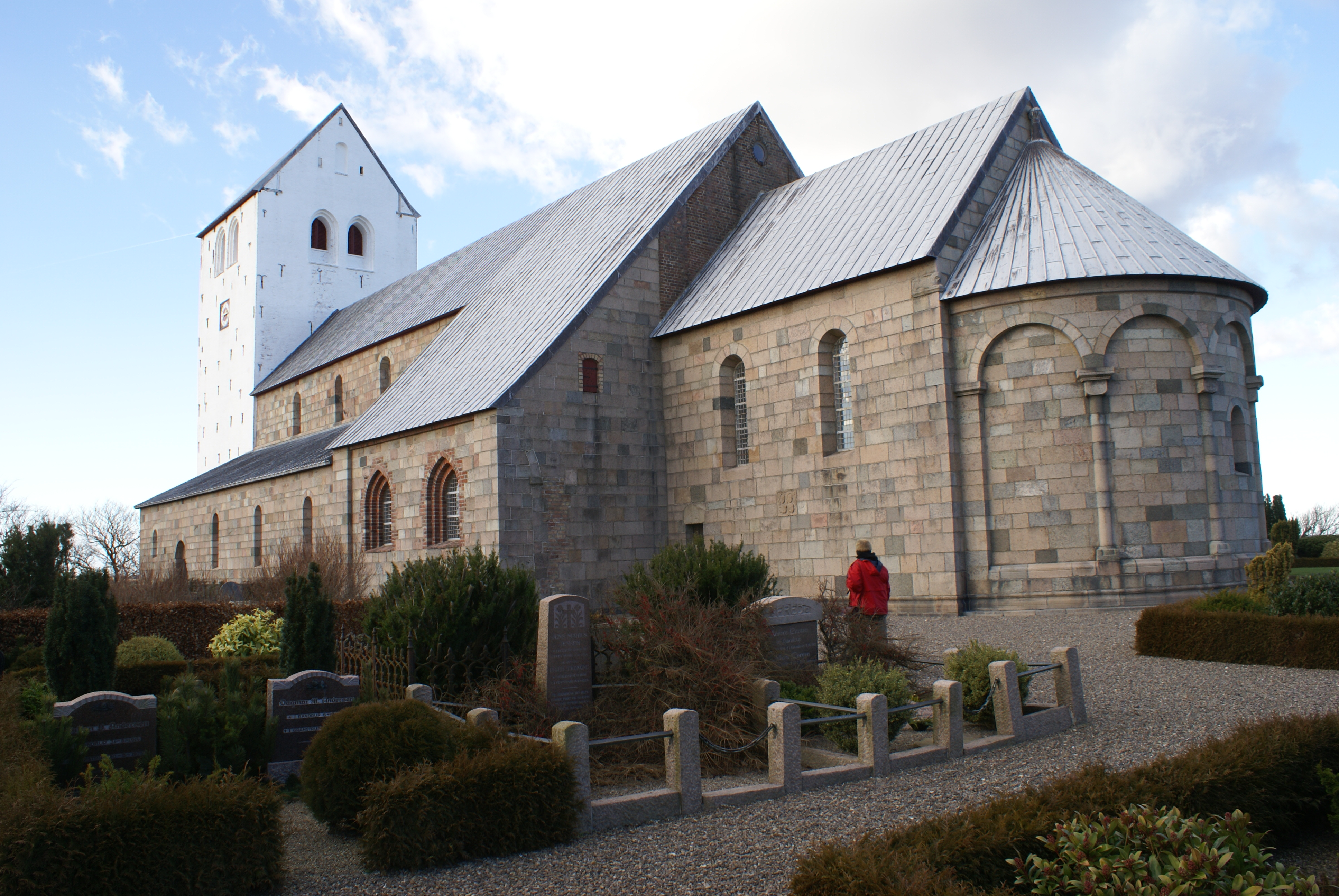
Vestervig Kirche (Nordseite)

Die romanische Vestervig Kirke liegt bei dem gleichnamigen Ort im äußersten Südwesten der Insel Thy im nördlichen Dänemark. Sie wurde von Augustinern im frühen 11. Jahrhundert erbaut und gilt als größte Dorfkirche Skandinaviens. Sie war möglicherweise von 1070 bis 1134 Bischofskirche. Zugleich diente sie als Landmarke für die Seefahrt. 

## Gebäude und Ausstattung
Die dreischiffige Basilika aus hochwertigem Granitquadermauerwerk war ursprünglich nach Westen 6 m länger. Der zwischenzeitlich ebenfalls verkürzte Chor wurde 1898 nach archäologischen Funden rekonstruiert. 
Die Südseite trägt eine gut erhaltene Sonnenuhr, die zu den ältesten in Nordeuropa gehört. Derartige kanoniale Sonnenuhren dienten den Mönchen zur Feststellung der Gebetszeiten. Beim Vesterviger Ziffernblatt gibt es dreizehn Abschnitte, markiert sind die Gebetszeiten Terz, Sext und Non. Die Kirche verfügt über eine Orgel von Marcussen & Søn aus dem Jahr 1978.

## Umgebung
Nördlich der Kirche ist ein eisenzeitlicher Byhøj ausgegraben worden. In der Nähe befindet sich die Kloster Mølle, eine Mühle holländischer Bauart, und die Ruine einer Kirche, deren Gründung St. Thøger zugeschrieben wird.

### Das Grab von Liden Kirsten und Prinz Buris

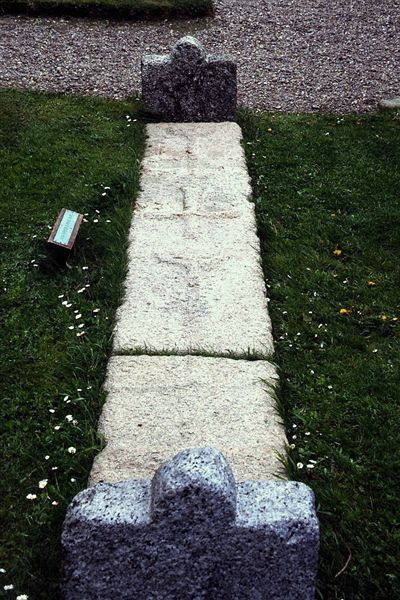
Hexameterverse geben an, unter diesen Steinen ruhten Bruder und Schwester.

Auf dem Friedhof der Kirche befindet sich ein ungewöhnliches Grab mit einer 3,40 m langen Grabplatte und Grabsteinen an beiden Enden. Sie werden auf die Zeit um 1200 datiert. Eine wissenschaftliche Untersuchung im Jahre 1962 kam zu dem Ergebnis, dass es sich bei den Bestatteten um einen Mann zwischen 50 und 60 und eine zwischen 30 und 35 Jahre alte Frau gehandelt hat. Es fanden sich keinerlei Hinweise auf eine königliche Abstammung.
Die lokale Überlieferung verknüpfte das Grab indes mit dem unglücklichen Liebespaar im dänischen Volkslied, Liden Kirsten und Prinz Buris. Deshalb hat sich der Hochzeitsbrauch erhalten, dass die Braut nach der kirchlichen Trauung ihren Brautstrauß auf dem Grab ablegt, um ihn der Toten zukommen zu lassen.

#### Legende
Liden Kirsten (dt. Klein Kirsten), Schwester des Dänenkönigs Waldemar I., liebte dessen Schwager Buris. Auf Betreiben der Königin Sophie wurden Kirsten und Buris – gegen Waldemars Willen – ein Paar. Während der Abwesenheit des Königs brachte Kirsten eine Tochter zur Welt. Aus England zurückgekehrt erfuhr der König davon. Zur Strafe tanzte er seine Schwester zu Tode. Buris hingegen ließ er blenden und in einem Turm am Friedhof von Vestervig gefangenhalten. Die Eisenkette, die Buris fesselte, war gerade lang genug, dass er das Grab der Geliebten erreichen konnte. Zwölf Jahre später starb der Unglückselige und wurde neben Kirsten begraben.
Die hasserfüllte Königin Sophie ritt eines Tages über das Grab hinweg. Doch der Grabstein war nicht so hart wie das Herz der Königin: Er trug Spuren von den Hufen des Pferdes davon.
Der Komponist Johann Peter Emilius Hartmann (1805–1900) griff das Thema in mehreren seiner Werke auf, unter anderem in der Oper Liden Kirsten (1849), deren Libretto von Hans Christian Andersen stammt. Der in Thy beheimatete Dramatiker Gunnar Iversen (* 1938) verfasste Spillet om Liden Kirsten og prins Buris, ganz in der Nähe der Kirche 1992 aufgeführt.

## Bilder

### Außen

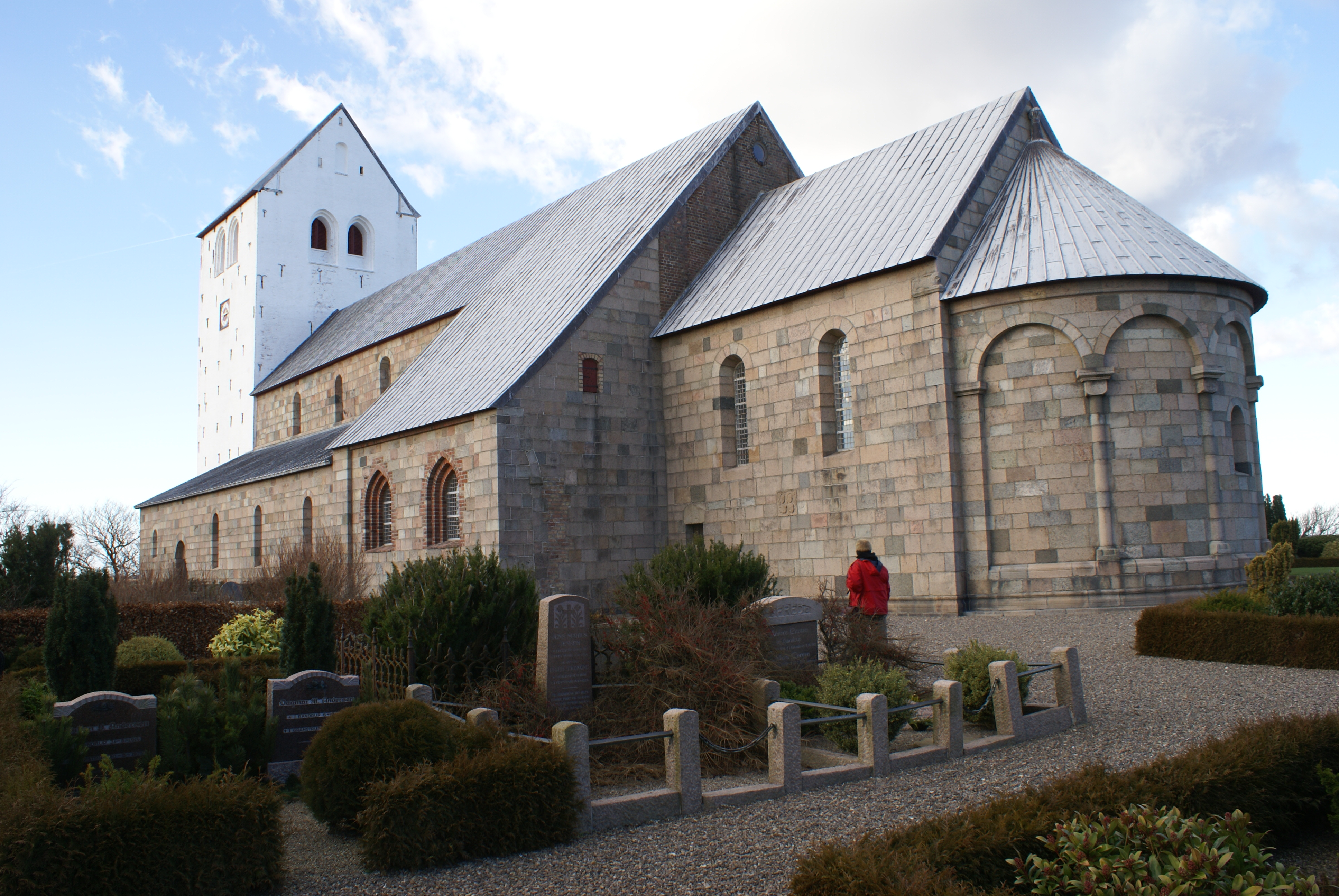
Von Südosten
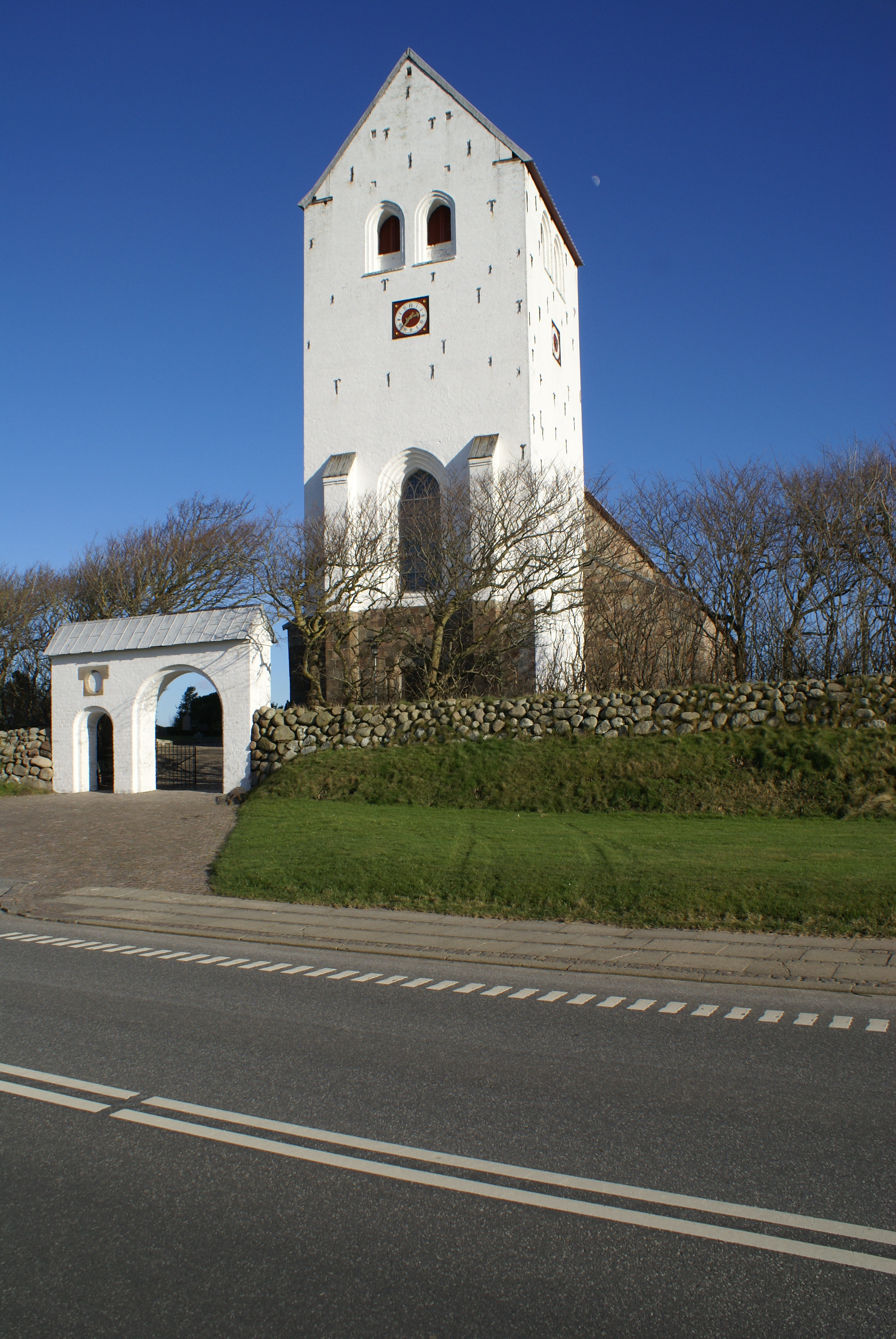
Von Westen
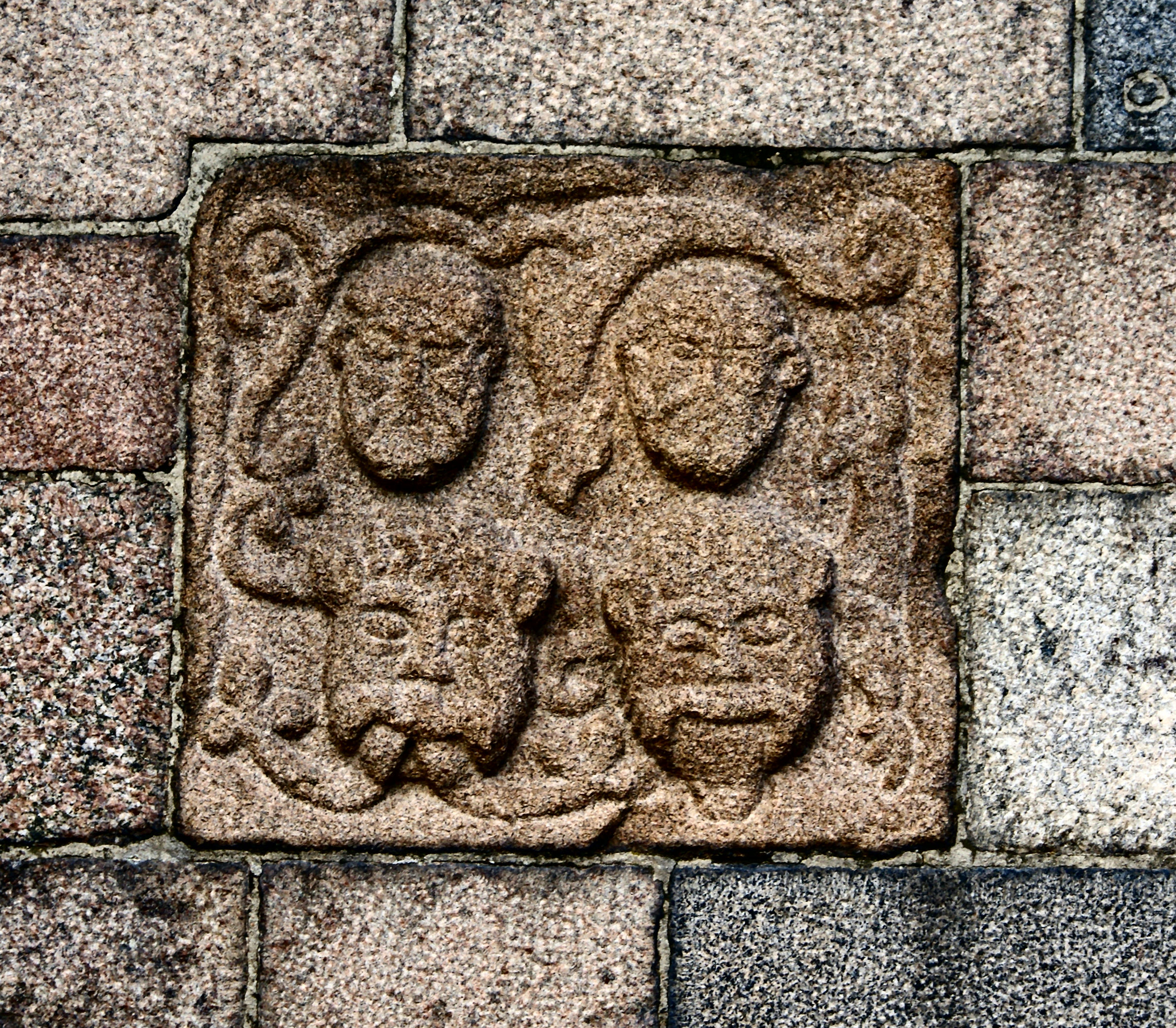
Relief
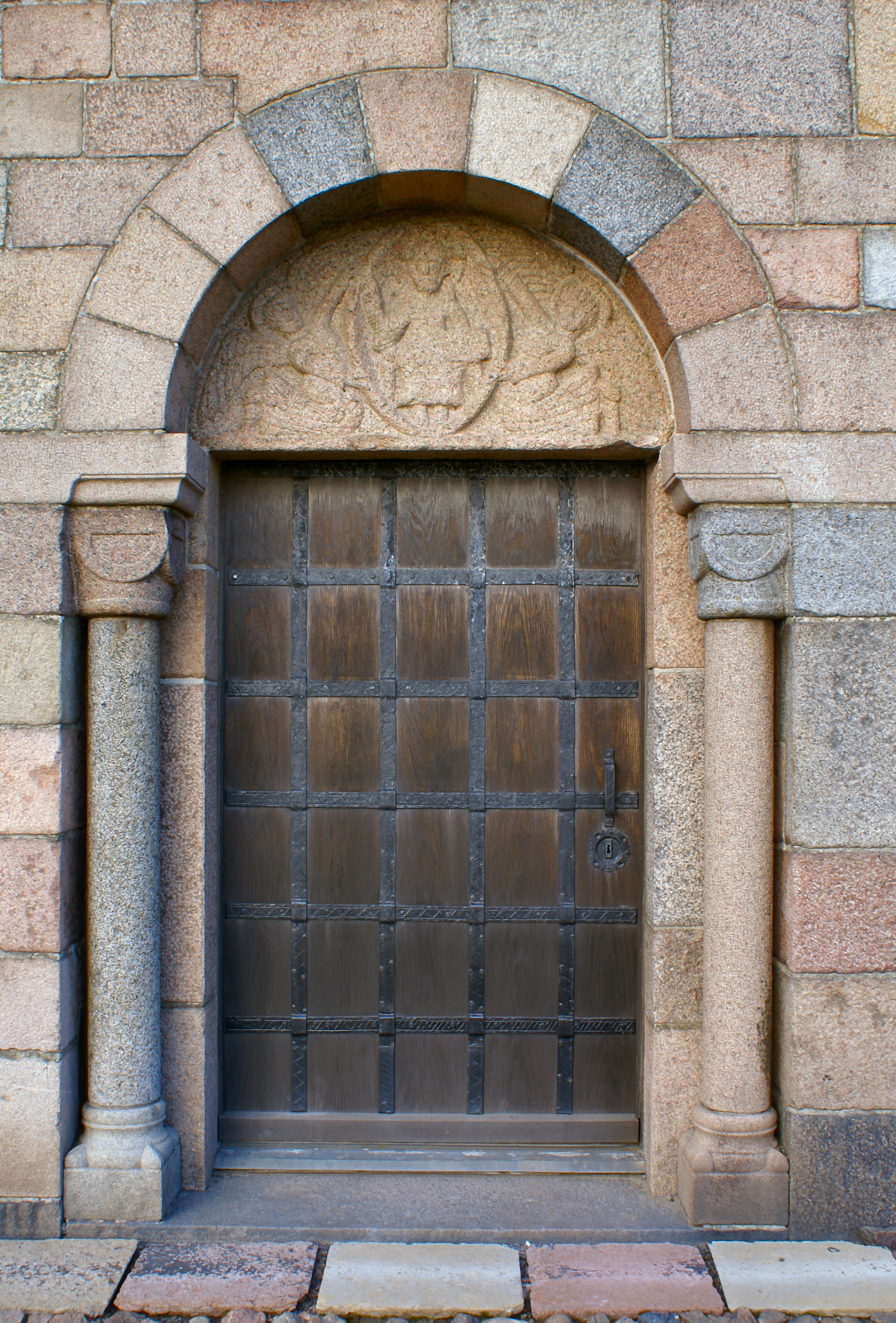
Südportal
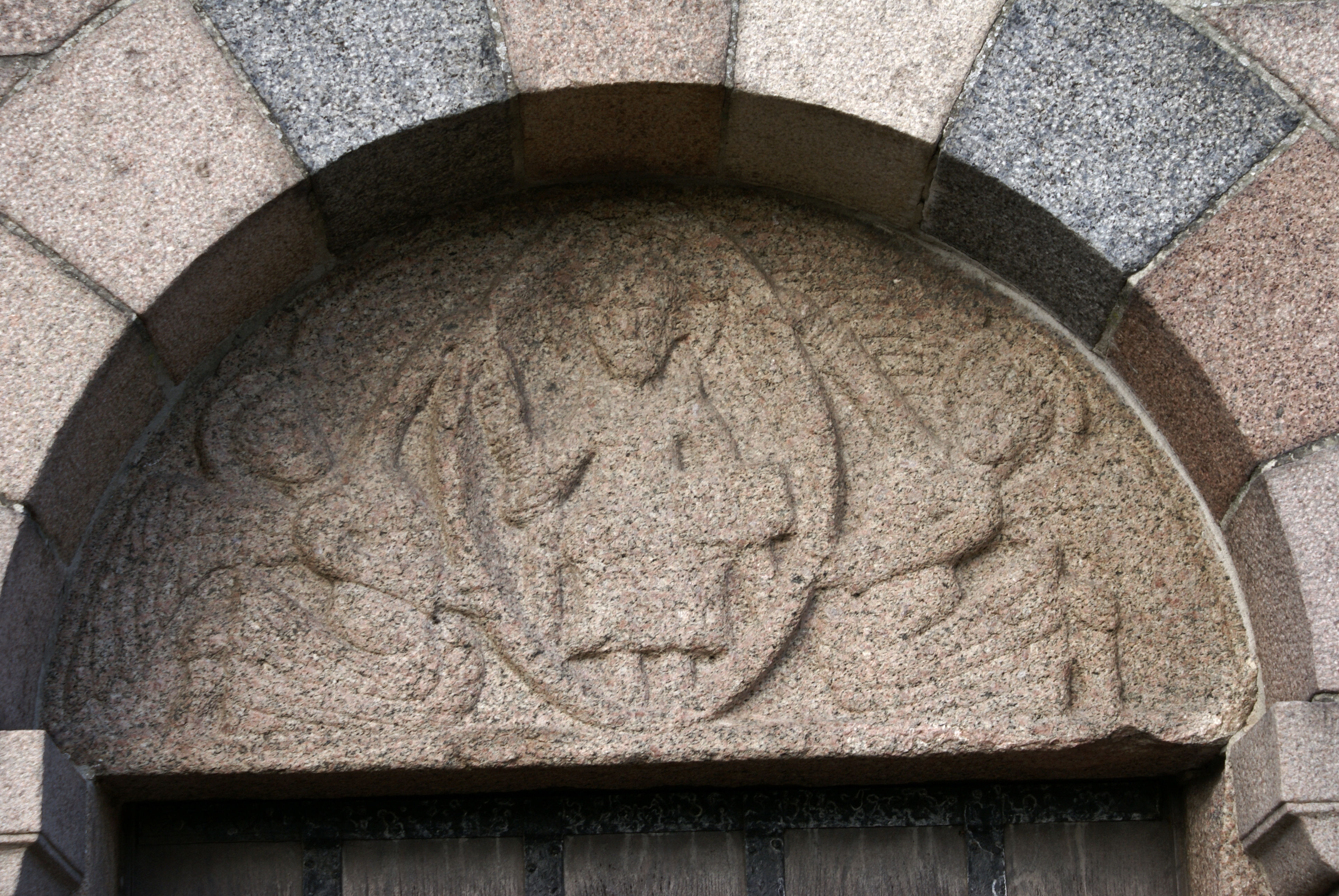
Tympanon am Südportal
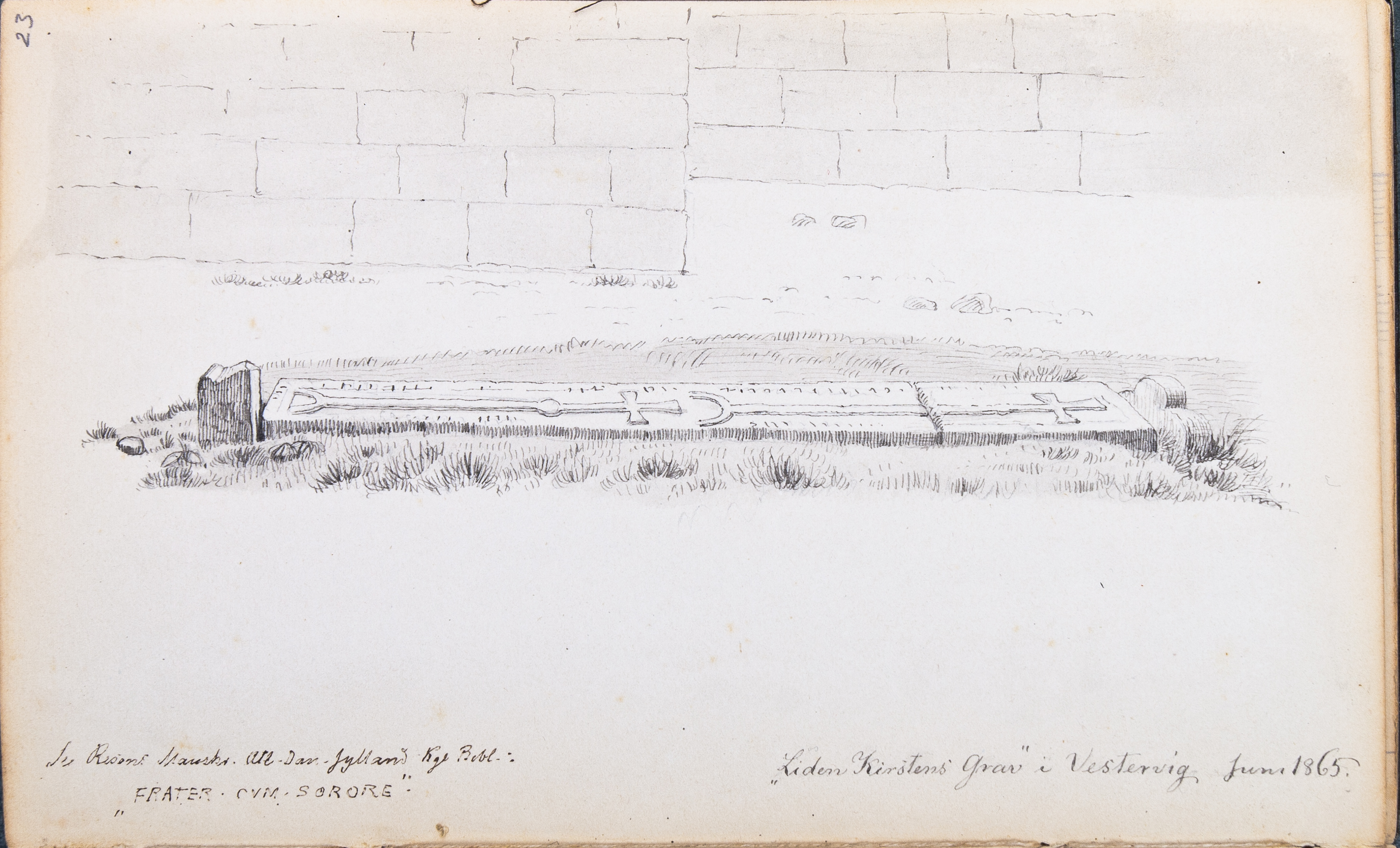
Liden Kirstens Grab von Jacob Kornerup

### Innen

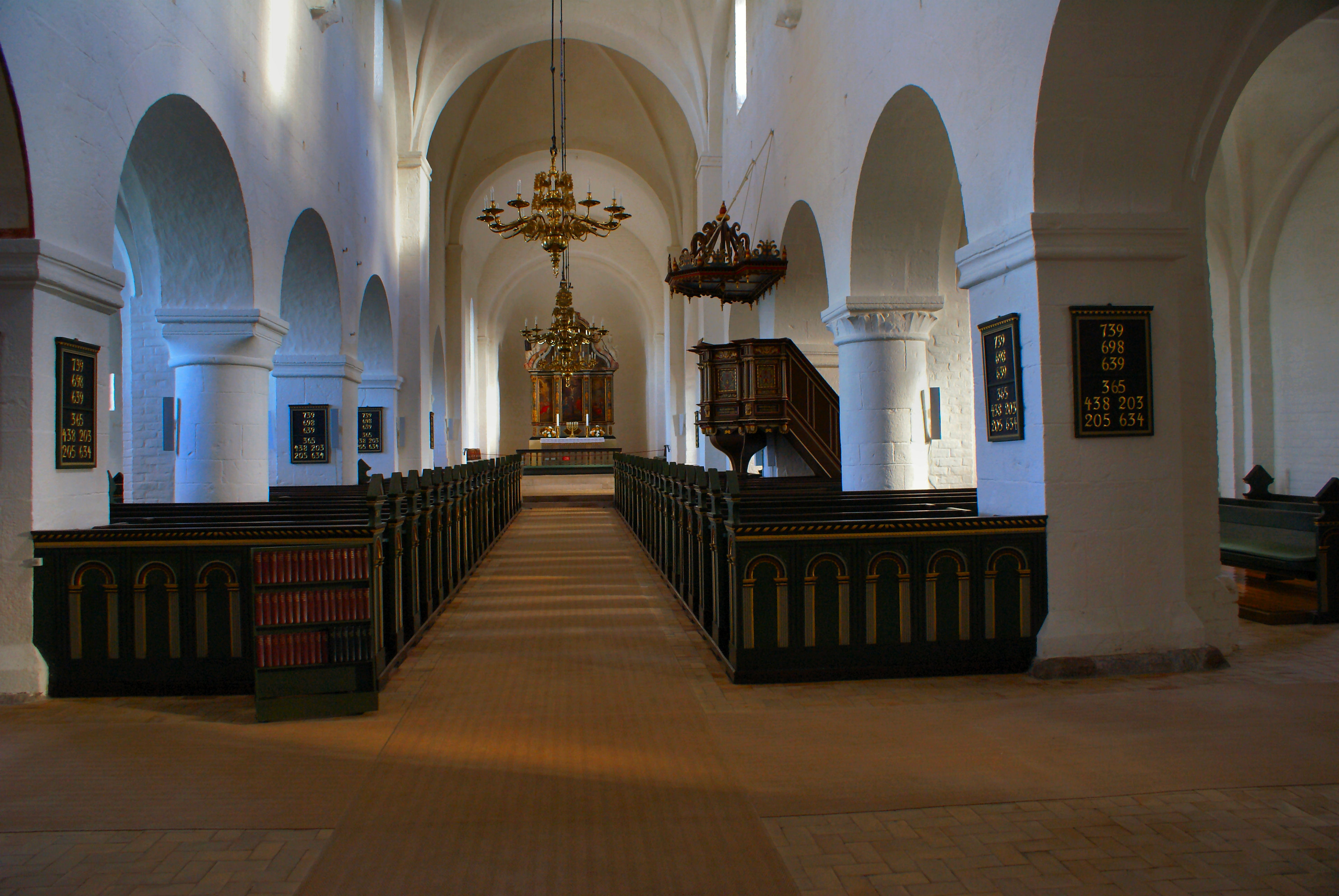
Mittelschiff
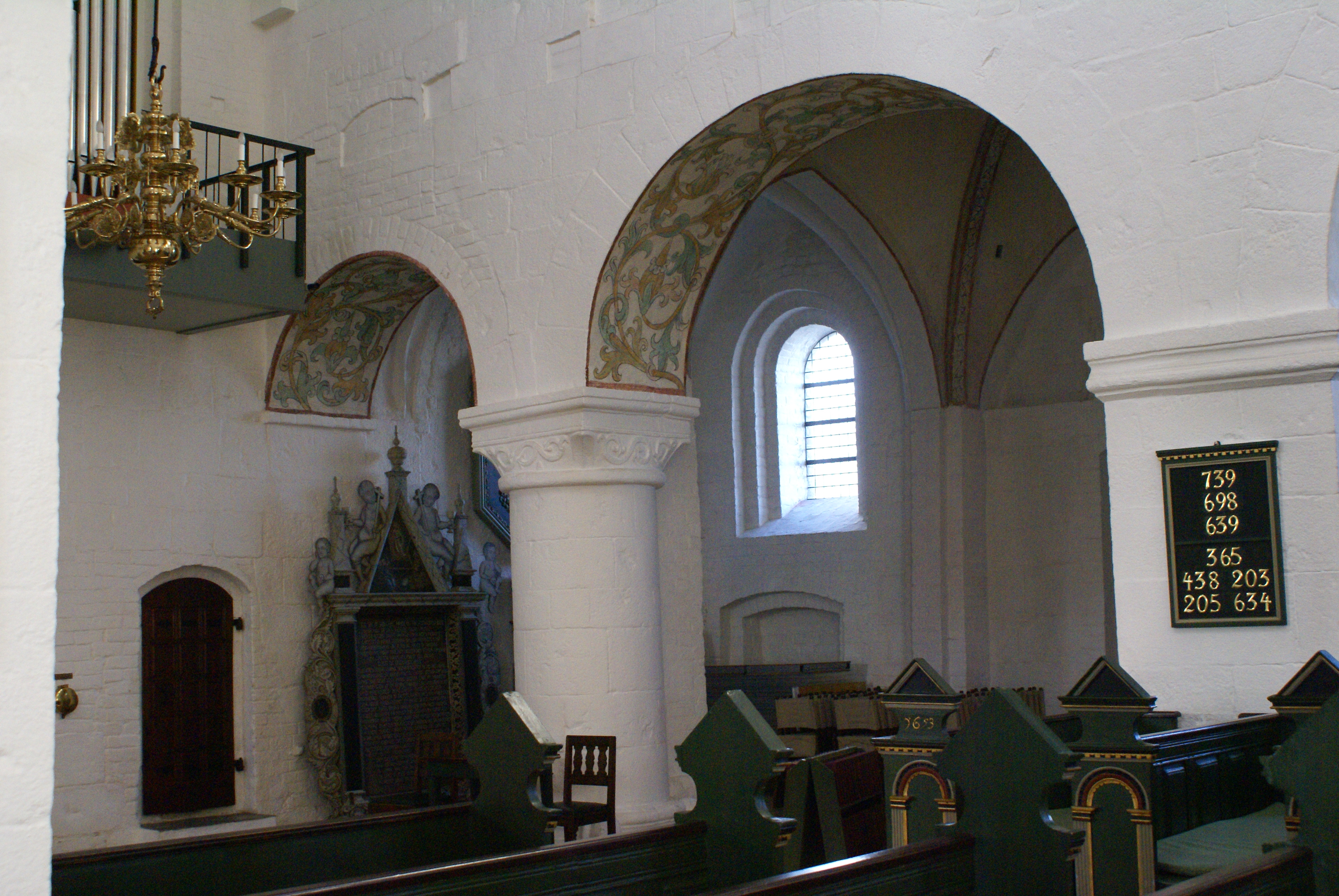
Kalkmalereien
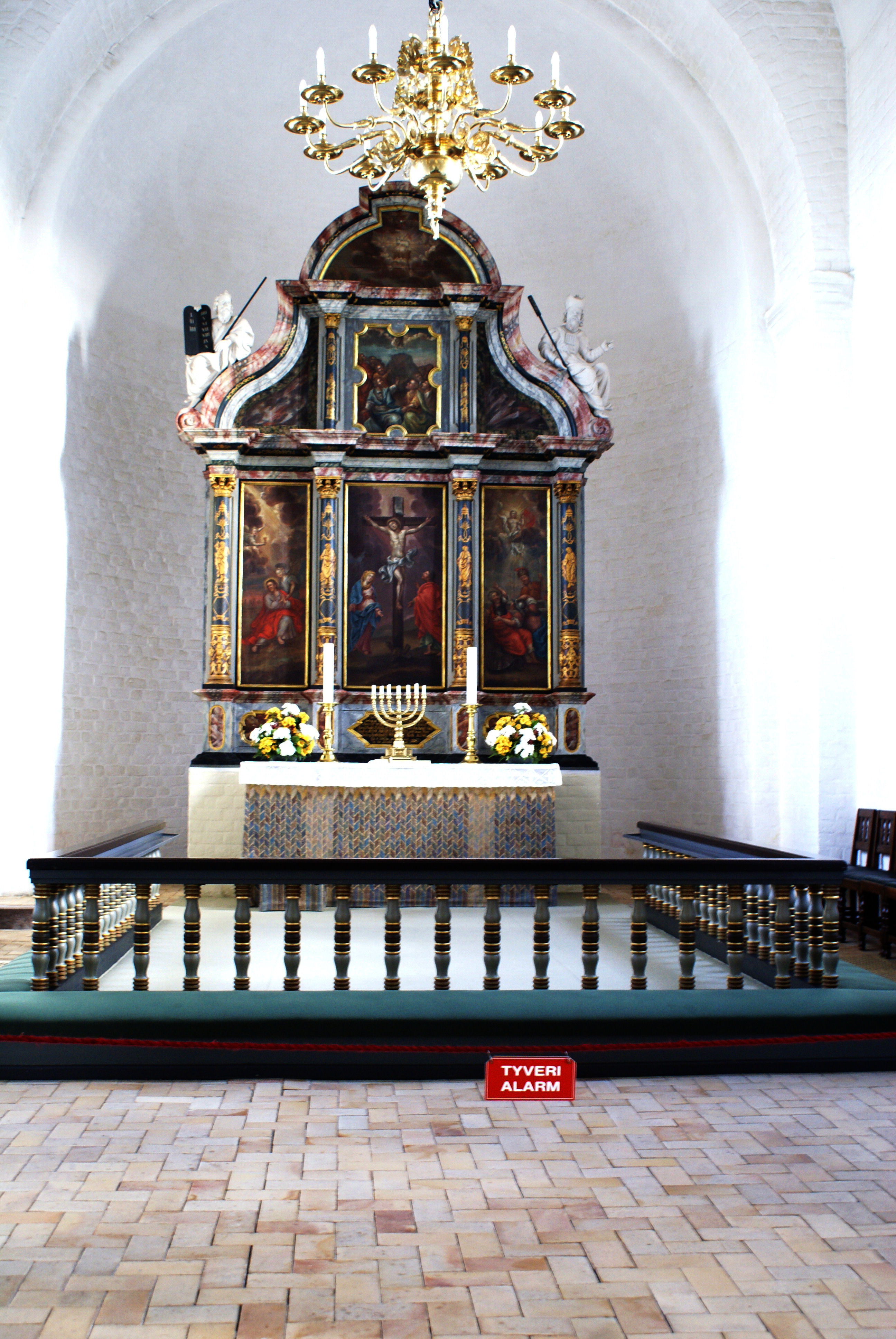
Altar
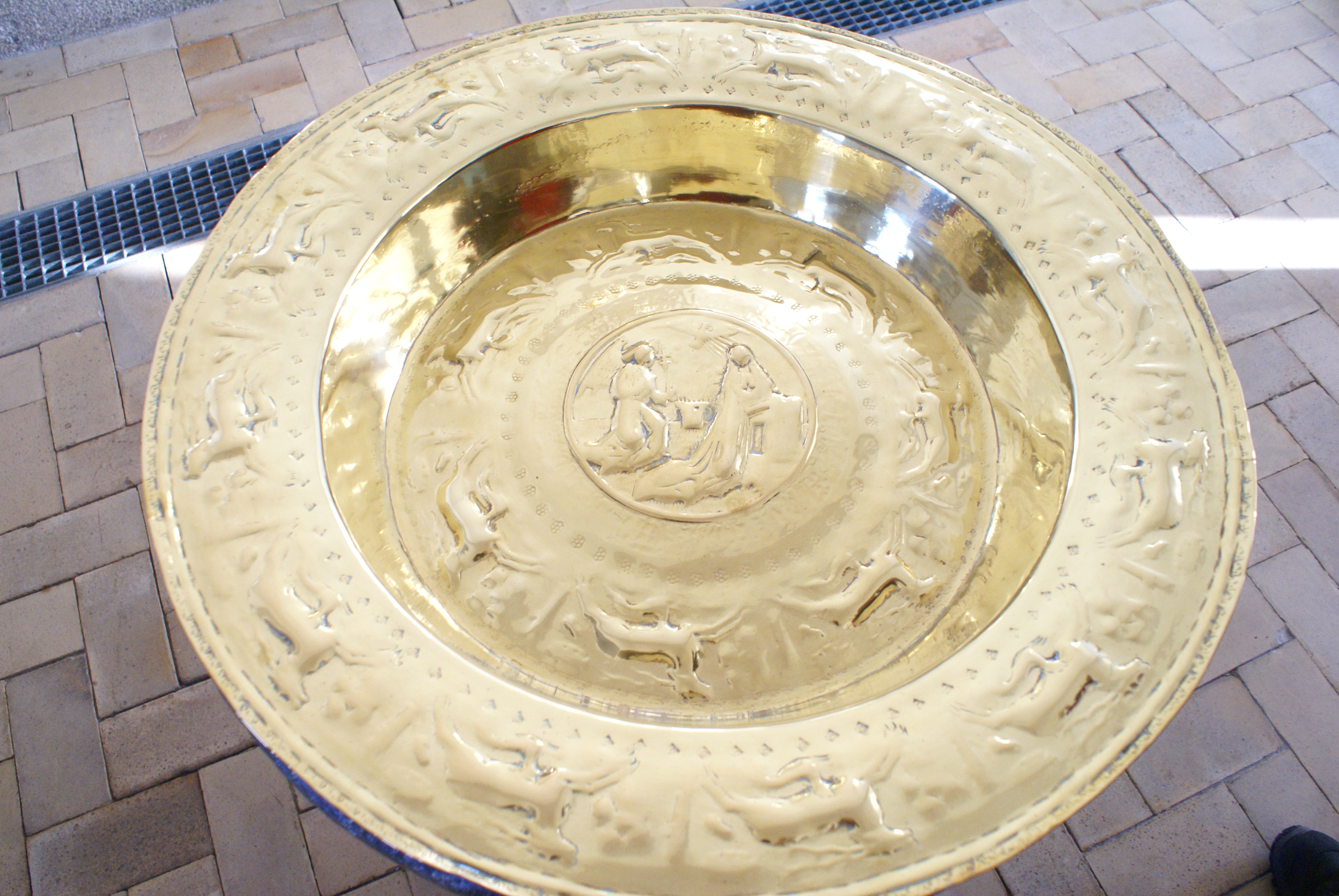
Taufbecken
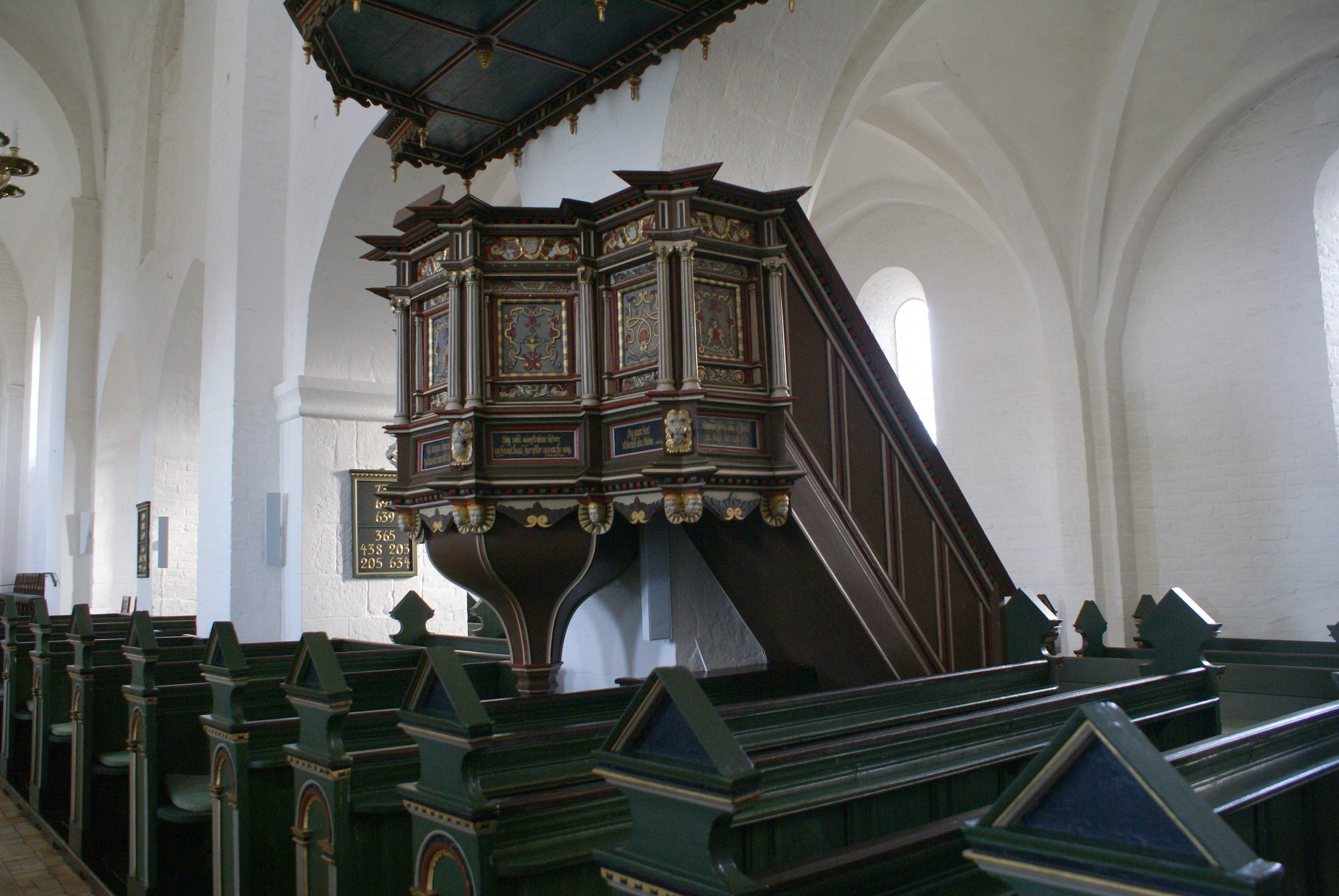
Kanzel
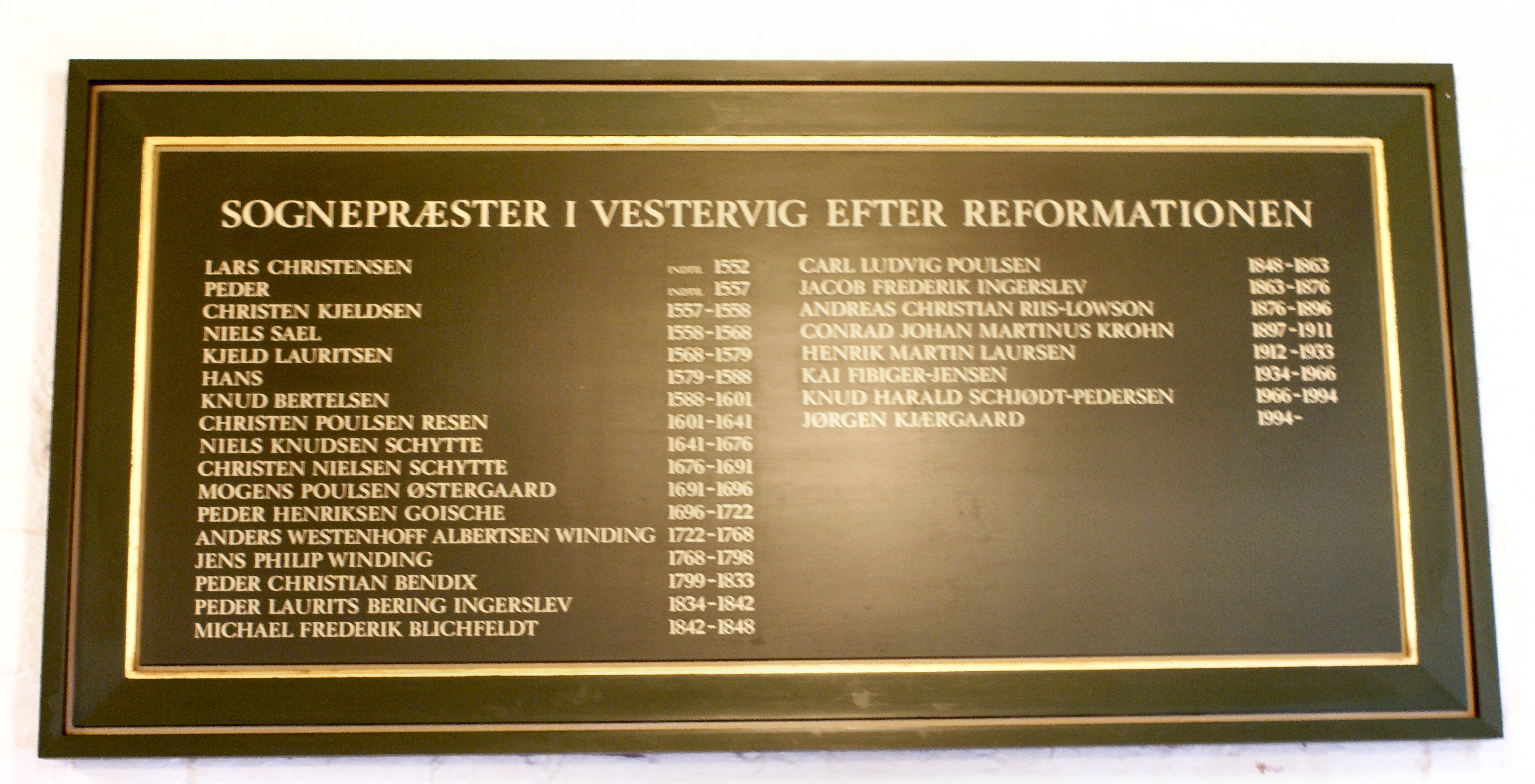
Pastoren seit Einführung der Reformation